# Качаново (Рязанская область)
Качаново — деревня в Рыбновском районе Рязанской области. Входит в Пионерское сельское поселение.

## География
Находится в западной части Рязанской области на расстоянии приблизительно 23 км на запад-юго-запад по прямой от железнодорожного вокзала в городе Рыбное.

## История
На карте 1850 года показана как Коченово (Силино) с 7 дворами. В 1859 году здесь (тогда деревня Михайловского уезда Рязанской губернии) было учтено 19 дворов, в 1897 — 44.

## Население
Численность населения: 211 человек (1859 год), 318 (1897), 13 в 2002 году (русские 100 %), 6 в 2010.